# Marco Toscano Mascarell
Marco Toscano Mascarell (Villalonga, 6 de julio de 2002), más conocido como Marco Toscano, es un futbolista español. Juega como delantero y su equipo es la Cultural y Deportiva Leonesa de la Primera División RFEF.

## Clubes
| Club                         | País   | Año       |
| ---------------------------- | ------ | --------- |
| Atlético Saguntino           | España | 2021-2022 |
| CD Diocesano                 | España | 2022      |
| Cultural y Deportiva Leonesa | España | 2023      |